# L'Extravagant Monsieur Cory
L'Extravagant Monsieur Cory (Mister Cory) est le troisième film de Blake Edwards, sorti en 1957. C'est une comédie dramatique mettant en scène Tony Curtis, dans le rôle d'un arriviste amoureux d'une riche héritière (Martha Hyer). Relativement atypique à son époque, le film rencontra peu de succès lors de sa sortie.

## Synopsis
Cory (Tony Curtis) est un prolétaire de Chicago parti dans le Wisconsin avec le désir d'intégrer la haute société, symbolisée par la richissime Abby Vollard (Martha Hyer). Pour cela, il ne dispose que de son talent au poker et de son aplomb. D'abord serveur, un certain nombre de péripéties lui permettent de devenir patron d'une salle de jeu. Mais cette situation interlope peut entrainer de mauvaises surprises.

## Fiche technique
- Titre : L'Extravagant Monsieur Cory
- Titre original : Mister Cory
- Réalisation : Blake Edwards
- Scénario : Blake Edwards et Leo Rosten
- Producteur exécutif : Robert Arthur
- Musique : Henry Mancini
- Image : Russell Metty
- Direction artistique : Alexander Golitzen et Eric Orbom
- Décors de plateau : Julia Heron et Russell A. Gausman
- Costumes : Bill Thomas
- Montage : Edward Curtiss
- Distribution : Universal Pictures
- Durée : 92 min.
- Dates de sortie : 
  - États-Unis : 23 février 1957
- Affiche : Constantin Belinsky (France)

## Distribution
- Tony Curtis : Cory
- Martha Hyer : Abby Vollard
- Charles Bickford : Jeremiah Des Plains « Biloxi » Caldwell
- Kathryn Grant : Jen Vollard
- William Reynolds : Alex Wyncott
- Henry Daniell : M. Earnshaw
- Russ Morgan : Ruby Matrobe
- Willis Bouchey : M. Vollard
- Louise Lorimer : Mme Vollard
- Barry Norton (non crédité) : Patron de club